# Michal Mazel
Mgr. et Mgr. Michal Mazel (* 26. května 1973) je český právník a politolog. Je znám jako specialista na politický extremismus.
Vystudoval Právnickou a Filozofickou fakultu Masarykovy univerzity v Brně. Je společně s Petrem Fialou, Miroslavem Marešem, Maxmiliánem Strmiskou a Pavlem Baršou spoluautorem první komplexní publikace v ČR věnované politickému extremismu, knihy nazvané Politický extremismus a radikalismus v České republice, kterou v roce 1998 vydala Masarykova univerzita v Brně.
V minulosti působil jako vysoký státní úředník, v letech 1998 až 2000 byl vedoucím analytického oddělení Ministerstva vnitra, v letech 2000 až 2007 byl ředitelem odboru bezpečnostní politiky Ministerstva vnitra, v letech 2007 až 2009 byl bezpečnostním ředitelem Ministerstva obrany, odkud byl odvolán po nástupu ministra Bartáka. V letech 2010 až 2011 byl členem Legislativní rady vlády. V roce 2010 byl na 35. místě kandidátky TOP 09 ve Středočeském kraji do Poslanecké sněmovny. V současné době není členem žádné politické strany.
Od 15. 10. 2010 je majitelem advokátní kanceláře působící v Praze a od 15. 12. 2010 soudním znalcem pro oblast sociálních věd – specializace extremismus a terorismus.